# 八幡社 (三鷹市大沢)
八幡社（はちまんしゃ）は、東京都三鷹市の神社。

## 歴史
慶長年間（1596年 - 1615年）に創建された。元々は現在の古八幡社（同市大沢5-1-16）に位置していたが、1617年（元和3年）の長久寺の開山と同時に移転し、長久寺が別当寺になった。
大正初期、東京天文台（現・国立天文台）が移転することになったため、1917年（大正6年）に現在地に移転した。

## 境内社
- 天満稲荷御両社

## 交通アクセス
- 多磨駅より徒歩24分。